# Georgia del Sud
La Georgia del Sud o Georgia Australe (in inglese South Georgia, in spagnolo Isla San Pedro o Georgia del Sur) è un arcipelago situato nell'Oceano Atlantico meridionale; politicamente e amministrativamente è un territorio d'oltremare britannico, facente parte della Georgia del Sud e Isole Sandwich Australi. In passato era, insieme alle isole Sandwich Australi, una dipendenza delle isole Falkland.
L'isola principale dell'arcipelago prende anch'essa il nome Georgia del Sud.
La Georgia del Sud viene rivendicata dall'Argentina, la quale la occupò durante la guerra delle Falkland. Dal 1985 i due gruppi di isole sono stati separati dalla amministrazione delle Falkland e sono divenuti un territorio a sé stante, amministrato direttamente dal Governo del Regno Unito, con il nome di Georgia del Sud e Isole Sandwich Australi.

## Geografia
Situata nell'Oceano Atlantico meridionale (tra 35°47′ e 38°01′ O e tra 53°58′ e 54°53′ S), circa 300 km a est-sudest dalle isole Falkland, l'isola è lunga circa 160 km, larga dai 2 ai 40 km e orientata da nord-ovest a sud-est.
Le coste sono rocciose e a picco sul mare, interrotte, specialmente sulla costa nord-est, da ampie e profonde baie di origine glaciale, che forniscono un habitat riparato per la fauna e un valido ancoraggio per le navi.
Il territorio, molto aspro e scosceso, è attraversato da due catene montuose (Allardyce e Salvesen): il punto più elevato è il monte Paget (2934 m s.l.m.), ma ben undici cime superano i 2000 m. L'isola è per lo più coperta sui rilievi da ghiacciai e nevai, mentre i bassi pendii e le modeste pianure sono coperte da vegetazione erbacea, muschi e licheni.
Il centro abitato principale dell'isola è Grytviken; l'isola non ha popolazione residente, ma sull'arcipelago alloggiano alcuni funzionari pubblici, ricercatori e, nei mesi estivi, il personale museale.

## Storia
Pare che il primo avvistamento dell'isola risalga all'aprile del 1675, quando Anthony de la Roché, un commerciante londinese in viaggio da Lima a Londra, incontrò a Capo Horn un forte maltempo che deviò la sua rotta. Avvistò un'isola montuosa con profonde baie che, secondo le descrizioni e a quelle latitudini, poteva essere solo la Georgia del Sud.
L'isola fu anche avvistata nel 1700 dall'astronomo britannico Edmond Halley a bordo della Paramour, che però non poté sbarcare per il maltempo. Il primo a mettere piede sull'isola fu James Cook il 17 gennaio 1775; sbarcò dalla HMS Resolution in una baia che chiamò Possession Bay e tracciò le carte di parte della costa. Proseguì veleggiando fino alla punta meridionale dell'isola, che chiamò Cape Disappointment ("Capo Delusione") quando diventò evidente che non poteva trattarsi del ricercato continente antartico. Nonostante avesse liquidato la scoperta come "non degna di nota", la chiamò "isola di Georgia" in onore del re Giorgio III.
Per tutto il XIX secolo fu una base per i cacciatori di foche, la cui popolazione fu decimata, e nel secolo successivo, fino a quando la pesca delle balene non fu interrotta, fu una base baleniera. Il primo insediamento fisso, Grytviken, fu costituito nel 1904 nel golfo di Cumberland orientale e rimase operativo fino al 1965. Le altre basi baleniere dell'isola erano tutte situate sulla costa settentrionale in golfi riparati; le operazioni si svolgevano principalmente sulle navi baleniere e a terra vi erano solo delle piccole basi di appoggio.
La comunità scientifica iniziò a interessarsi dell'isola nel 1877, quando vi sbarcò una spedizione austriaca guidata da Heinrich Klutschak (1848-1890). Un gruppo di scienziati tedeschi che collaboravano al progetto International Polar Year visse per un anno a Royal Bay, esplorando parte dell'interno dell'isola e descrivendone le caratteristiche geologiche, biologiche, meteorologiche e topografiche.
Il primo involontario attraversamento dell'isola fu effettuato da Ernest Shackleton, Tom Crean e Frank Worsley come fase conclusiva dell'odissea della spedizione Endurance. Shackleton e cinque membri dell'equipaggio sbarcarono nel sud dell'isola, nella baia di re Haakon; dopo avere navigato per 1300 km e quattordici giorni nel burrascoso passaggio di Drake a bordo della lancia James Caird, dovettero infine affrontare la difficoltosa traversata dell'isola per raggiungere Grytviken.

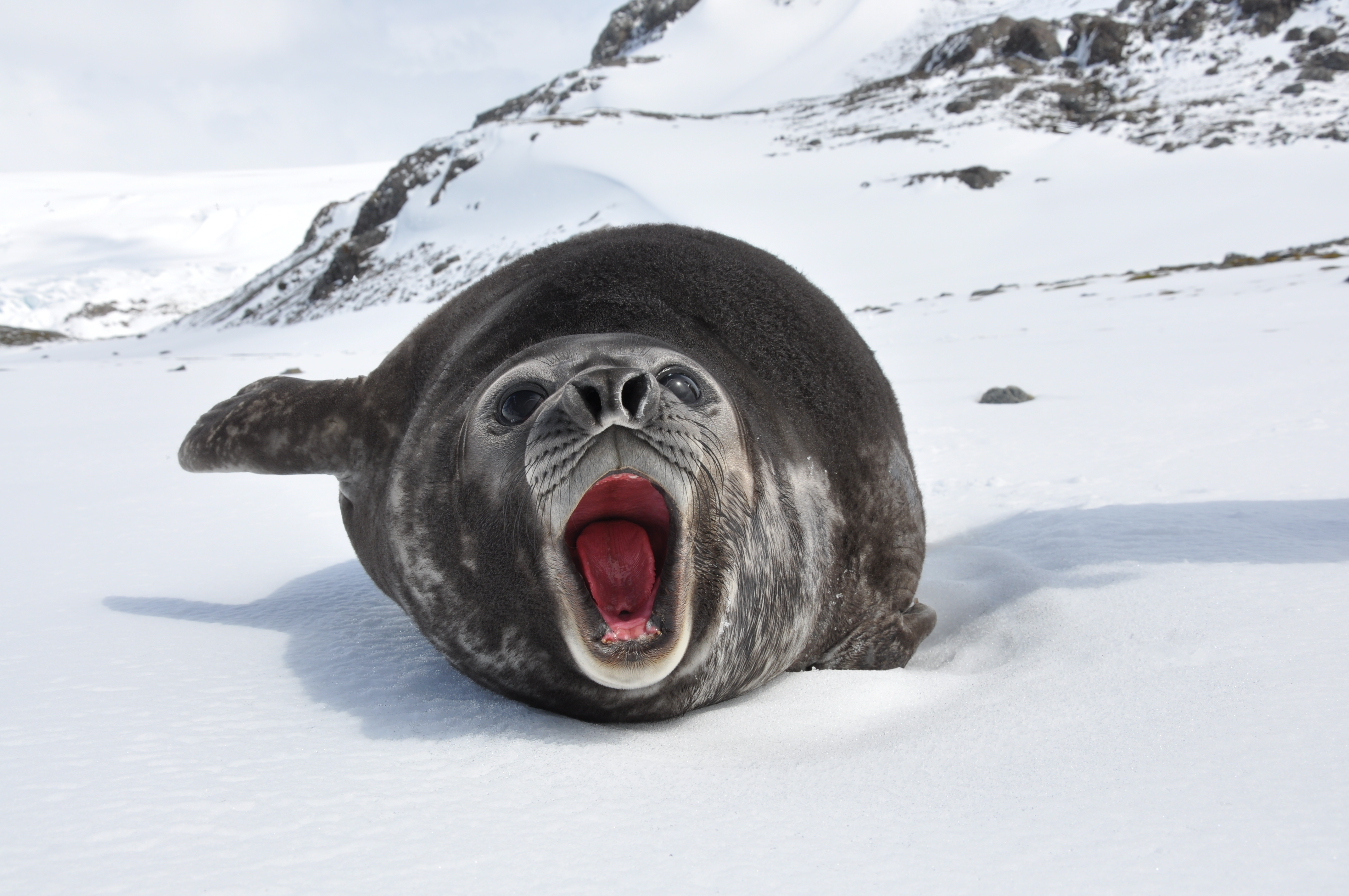
Georgia del Sud: giovane esemplare di Mirounga leonina (elefante marino dell'emisfero sud)

Nel corso della guerra delle Falkland, il 19 marzo 1982, un gruppo di argentini, fingendo di essere dei mercanti di rottami metallici, occupò l'isola sbarcando nella base abbandonata di Leith Harbour. Il comandante della guarnigione argentina era Alfredo Astiz, un capitano dell'Armada de la República Argentina, la marina militare argentina, in seguito condannato per i crimini commessi in Argentina nel corso della guerra sporca. Il 2 aprile, quando proclamò la sovranità argentina sull'isola, la rinominò Isla San Pedro. L'isola fu riconquistata dalle truppe britanniche il 25 aprile (operazione Paraquet).

## Flora e fauna

### Specie alloctone
Nel 1911 furono introdotte e liberate sull'isola 10 renne; vi furono introduzioni successive e le mandrie di renne si insediarono sul lato settentrionale dell'isola, nutrendosi delle formazioni di tussock tipiche dell'area, danneggiando però le zone di nidificazione della Procellaria aequinoctialis. Fino all'inizio del XXI secolo le renne erano confinate dai ghiacci perenni in aree ben delimitate, ma il progressivo scioglimento dei ghiacci rischiava che l'area colonizzata dalle renne si ingrandisse; le autorità locali decisero quindi di iniziare nel 2010 un programma di eradicazione delle renne che portò all'uccisione di circa 6 000 esemplari.
Nel 2018 l'isola è stata liberata anche dal ratto (Rattus norvegicus) che vi era arrivato con le diverse navi baleniere oltre un secolo prima e che rappresentava un serio pericolo per le specie nidificanti, in particolare le due specie endemiche, il passeriforme Anthus antarcticus e la specie acquatica Anas georgica georgica.

## Isole dell'arcipelago
- Georgia del Sud, l'isola principale
- Isola di Bird
- Isola di Annenkov
- Isola di Cooper
- Isole Pickersgill
- Isole di Welcome
- Isole di Willis
- Isola Trinity
- Black Rocks
- Shag Rocks a 185 km ovest-nordovest dell'Isola della Georgia del Sud
- Black Rock a 169 km ovest-nordovest dell'Isola della Georgia del Sud e a 16 km sudovest dei Shag Rocks
- Clerke Rocks 56 km est-sudest dell'Isola della Georgia del Sud